# James Skene (peintre)
James Skene de Rubislaw (1775–1864) est un avocat écossais et un artiste amateur, surtout connu comme un ami de Walter Scott.

## Biographie

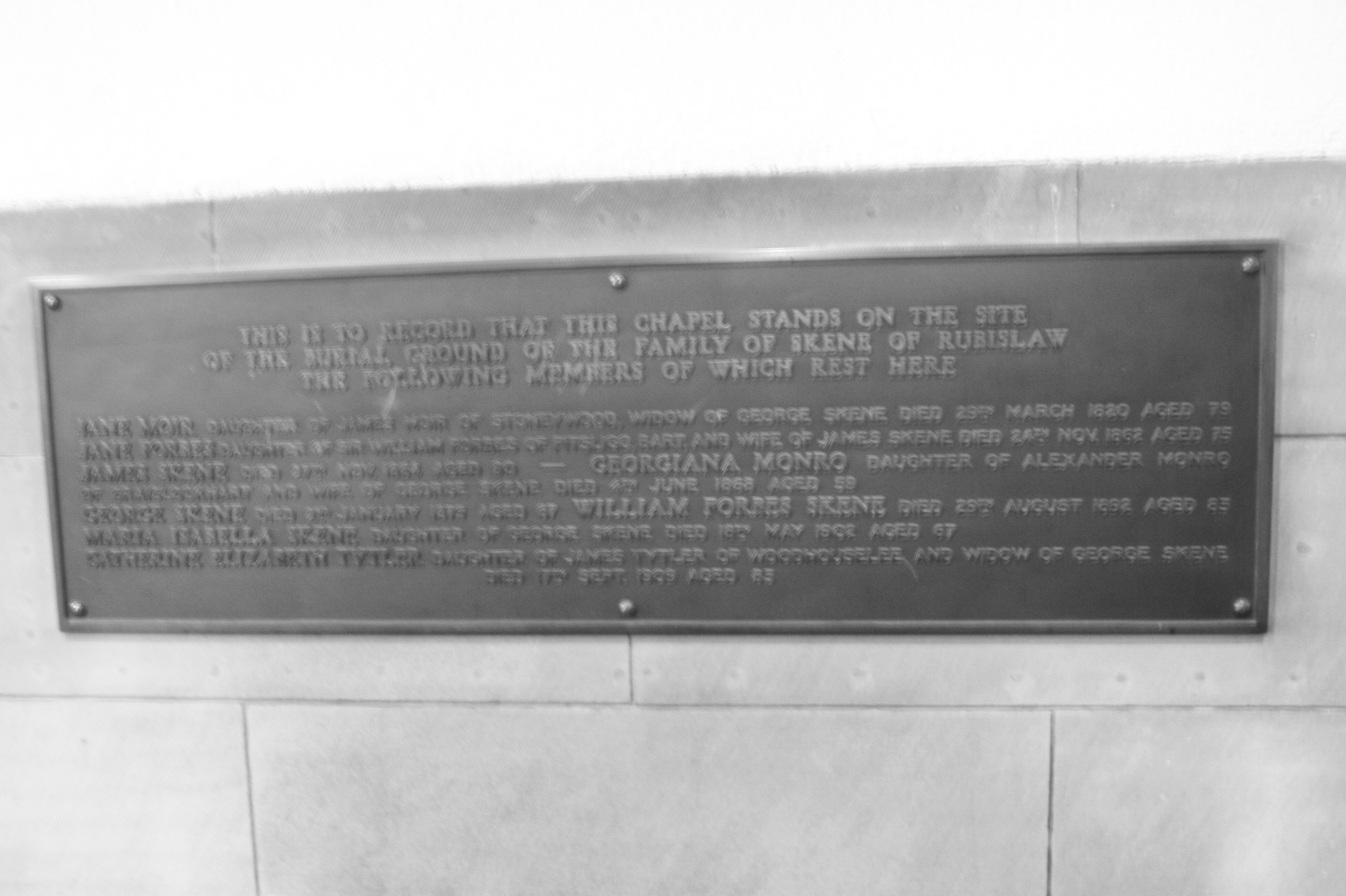
Plaque commémorative aux tombes de la famille Skene, St John's, Édimbourg

Deuxième fils de George Skene (1736–1776) de Rubislaw, Aberdeen et de sa femme Jane (Jean) Moir de Stoneywood, il est né à Rubislaw, Aberdeen le 7 mars 1775. En 1783, Jane, la veuve de George Skene, s'installe à Édimbourg pour l'éducation de ses sept enfants.
James Skene fréquente le lycée d'Édimbourg. Un frère aîné meurt en 1791 et James devient l'héritier de Rubislaw. À 21 ans, il se rend en Allemagne comme étudiant et, de retour à Édimbourg, est admis au barreau écossais en tant qu'avocat en 1797. Son amitié avec Walter Scott s'est construite sur sa connaissance de la littérature allemande. En 1797, Skene devient cornet du Edinburgh Light Horse, le régiment organisé en grande partie par Scott, qui en est lui-même le quartier-maître, le secrétaire et le payeur.
En 1802, Skene revisite le continent européen, pendant un certain temps en compagnie de George Bellas Greenough ; et il devient membre de la Société géologique de Londres. De retour à Édimbourg en 1816, il rejoint les sociétés littéraires et scientifiques. À son retour, il vit avec son frère Andrew Skene au 22 Duke Street (rebaptisé et renuméroté au XXe siècle et maintenant Dublin Street) dans la Second New Town.
En 1817, il est élu membre de la Royal Society of Edinburgh avec comme proposants sir George Steuart Mackenzie, Thomas Charles Hope et sir David Brewster. De 1820 à 1834, il est conservateur de sa bibliothèque et de son musée. Il est actif au sein de la Société écossaise des antiquaires. Il est secrétaire de l'Institution for the Encouragement of the Fine Arts in Scotland.
En 1820, il quitte la maison de son frère et obtient une maison au 126 Princes Street face au château d'Édimbourg. À ce stade, il pratique également activement en tant qu'avocat. En 1830, il vit dans une magnifique maison au 46 Moray Place sur le Moray Estate à l'ouest d'Édimbourg.
Pour la santé de sa famille, Skene se rend en Grèce en 1838, séjournant plusieurs années près d'Athènes, dans une villa construite selon sa propre conception. De retour en 1844, il vit d'abord à Leamington Spa puis à Frewen Hall, Oxford, où il meurt le 27 novembre 1864. Cependant, il est enterré avec sa famille dans le cimetière épiscopal de St John sur Princes Street à Édimbourg. La tombe se trouve à l'intérieur de l'église dans la chapelle sud-est.

## Travaux et héritage

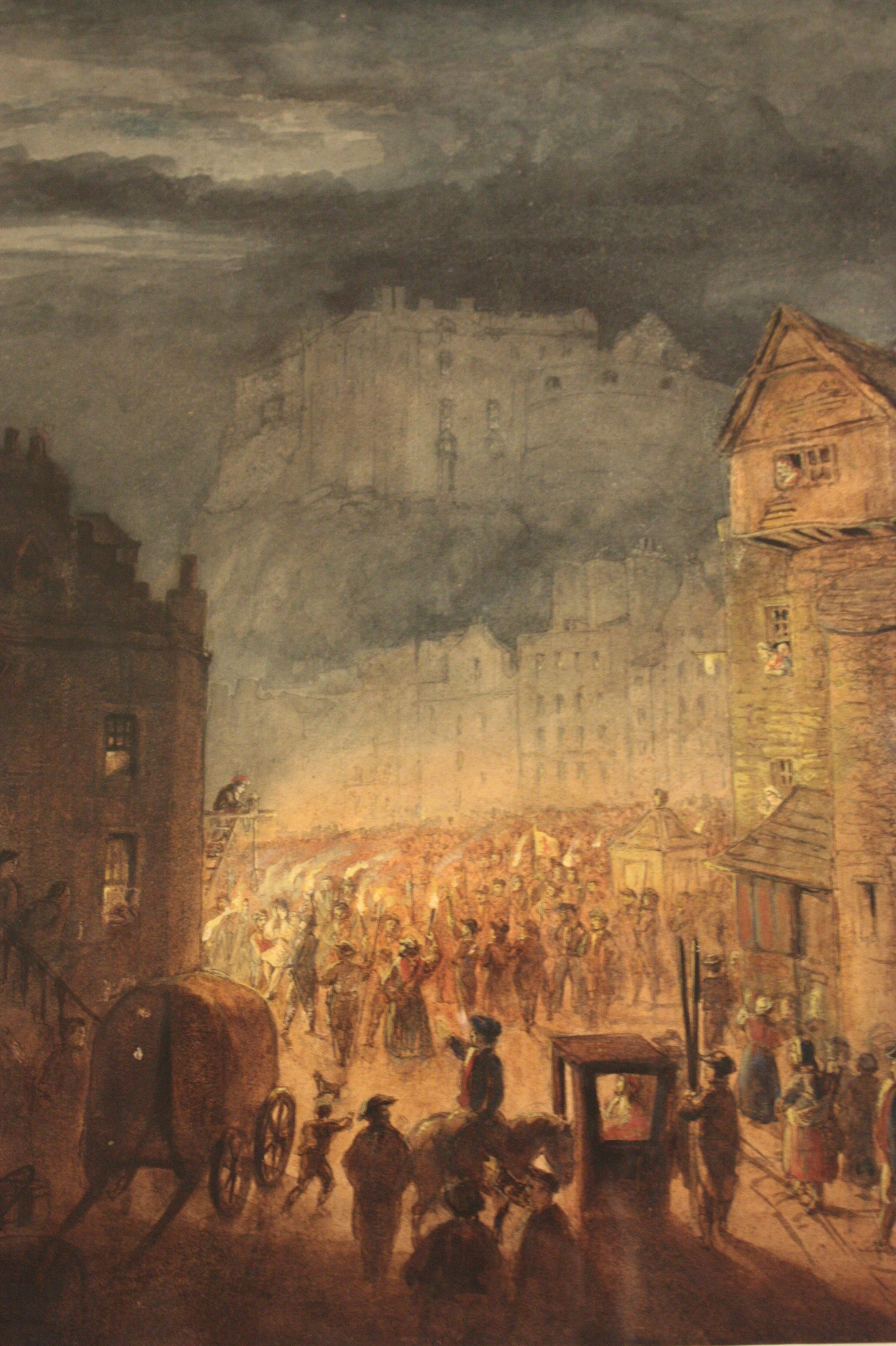
L'émeute porteous de James Skene

Vers 1810, Skene réalise une excavation de la Wellhouse Tower (alias St Margarets Well) sur le bord sud du Nor Loch, sous le château d'Édimbourg. Il trouve un passage rempli menant sous le rocher du château à une grotte de 7 m de large, qui semble alors mener à l'intérieur du château. Ils trouvent également des preuves de marches sur la paroi rocheuse extérieure, menant à une petite plate-forme connue sous le nom de Wallace's Cradle, tenant une grue, pour aller chercher de l'eau au château depuis le puits.
Skene produit une série de croquis des localités existantes auxquelles il est fait allusion dans les romans de Waverley, gravés à l'eau-forte à partir de ses propres dessins (Édimbourg, 1829). Il écrit pour les Transactions des sociétés auxquelles il appartient et édite History of the Troubles in Scotland de John Spalding pour le Bannatyne Club (1828). Il écrit l'article "Peinture" dans l'Encyclopédie d'Edimbourg. Les illustrations pleine page dans Les mémoriaux de Skene sont tirées de ses dessins.

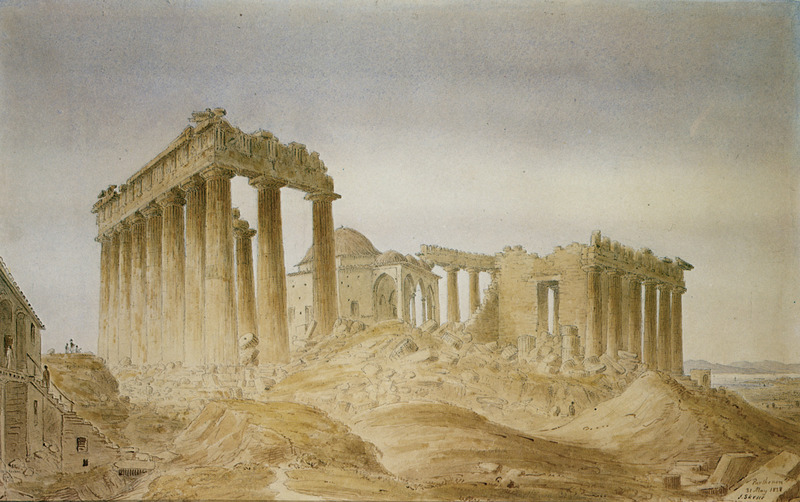
Le Parthénon du nord-est (1838–1845)

Skene en tant qu'aquarelliste es prolifique, peignant des paysages et des antiquités. On dit qu'il a laissé plus de 500 dessins à l'aquarelle de la Grèce.
Il reste en contact étroit avec Walter Scott: l'introduction originale à Quentin Durward est inspirée par la connaissance de Skene de la France, d'une visite en 1822, et le thème juif d'Ivanhoé est au moins en partie sa suggestion. John Gibson Lockhart, dans sa biographie de Scott, s'est fortement inspiré des manuscrits de Skene.

## Famille
La sœur de James, Helen Skene, ne s'est jamais mariée et est décédée le 20 juillet 1842, à l'âge de 75 ans, à Florence où elle est enterrée au cimetière anglais de Florence. Il est le frère d'Andrew Skene. Sa sœur Catherine Skene épouse Henry Jardine (en) à Édimbourg. 
En 1806, Skene épouse Jane Forbes (1787–1862), la plus jeune enfant de William Forbes, 6e baronnet de Pitsligo (son frère William, le septième baronnet, épouse, en 1797, le premier amour de Sir Walter Scott, Williamina Stuart). Jane Skene est félicitée par Scott, qui écrit dans son Journal, i. 75, qu'elle est "une personne excellente". Ils ont trois fils et quatre filles.
Le premier fils George Skene (1807–1875) est un avocat et professeur à l'Université de Glasgow. William Forbes Skene est le deuxième fils. James Hay Skene (1812–1886) (ou James Henry Skene), l'auteur est le troisième fils. Son épouse Rhalou est la sœur d'Alexandros Rizos Rangavis, le patronyme apparaissant sous d'autres formes comme Rhangabé.
La fille aînée Eliza (1810–1886) épouse Charles de Heidenstam à Athènes en 1840; la deuxième fille Catherine (née en 1815) épouse John Foster Grierson. Une autre fille, Caroline, épouse Alexandros Rizos Rangavis. Felicia Skene (en), l'écrivaine religieuse, est la quatrième fille.